# Cubjac
Cubjac est une ancienne commune française située dans le département de la Dordogne, en région Nouvelle-Aquitaine.
Au 1er janvier 2017, elle fusionne avec La Boissière-d'Ans et Saint-Pantaly-d'Ans pour former la commune nouvelle de Cubjac-Auvézère-Val d'Ans.

## Géographie

### Généralités

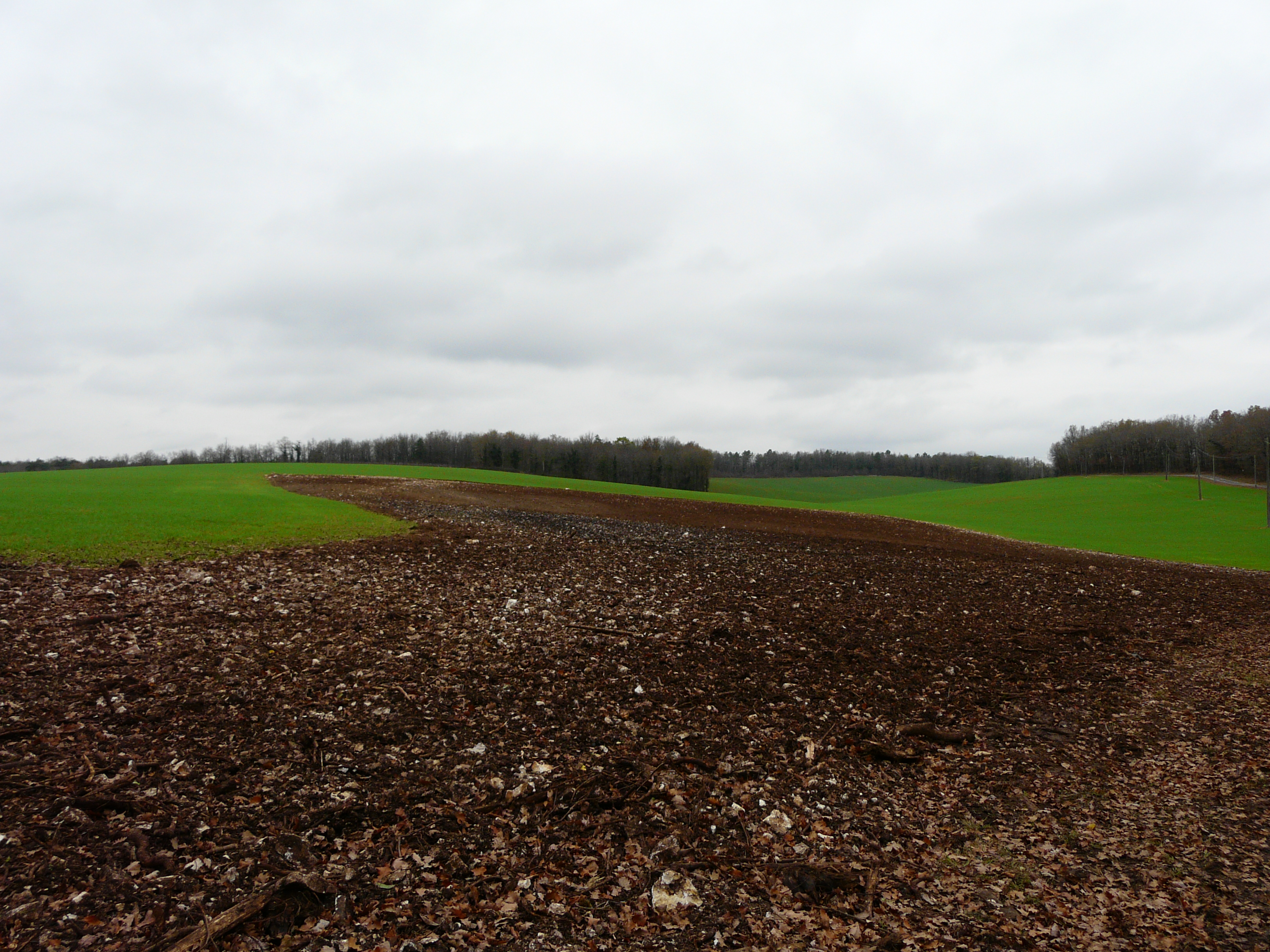
Paysage au nord de la commune.

Dans le quart nord-est du département de la Dordogne, en Périgord central, la  commune déléguée de Cubjac fait partie de la commune nouvelle de Cubjac-Auvézère-Val d'Ans. Elle est incluse dans l'aire d'attraction de Périgueux. Elle est traversée d'est en ouest par l'Auvézère, un des principaux affluents de l'Isle. Juste en aval du bourg de Cubjac, une partie importante des eaux de l'Auvézère s'enfonce en rive droite sous le causse au travers de la perte des Soucis pour réapparaître quatre kilomètres au nord-ouest à Saint-Vincent-sur-l'Isle où elle se déverse dans l'Isle. Le territoire communal s'étend sur 20,62 km2.
L'altitude minimale, 107 mètres, se trouve au sud-ouest, là où l'Auvézère quitte la commune et entre sur celle du Change. L'altitude maximale avec 253 mètres est localisée au sud-est, au niveau d'un château d'eau, en limite de Montagnac-d'Auberoche.
Le bourg principal, établi sur les deux rives de l'Auvézère reliées par un pont, est situé, en distances orthodromiques, 15 kilomètres au sud-ouest d'Excideuil et 17 kilomètres à l'est-nord-est de Périgueux, au croisement des routes départementales 5, 5E7 et 68.
Entre La Boissière-d'Ans et Le Change, le sentier de grande randonnée GR 646 traverse le territoire communal du nord-est au sud-ouest, sur une douzaine de kilomètres.

### Communes limitrophes
En 2016, année précédant la création de la commune nouvelle de Cubjac-Auvézère-Val d'Ans, Cubjac était limitrophe de sept autres communes, dont Blis-et-Born au sud-ouest, sur une soixantaine de mètres, au lieu-dit les Quatre Paroisses. Au nord, le territoire communal de Cubjac est distant de moins de 400 mètres de celui de Mayac.
| Saint-Vincent-sur-l'Isle | Savignac-les-Églises  |                    |
|                          | Cubjac                | La Boissière-d'Ans |
| Le Change, Blis-et-Born  | Montagnac-d'Auberoche | Brouchaud          |

## Urbanisme

### Prévention des risques
Un plan de prévention du risque inondation (PPRI) a été approuvé en 2016 pour l'Auvézère, impactant ses rives jusqu'à parfois 400 mètres de largeur à Cubjac,.

### Villages, hameaux et lieux-dits
Outre le bourg de Cubjac proprement dit, le territoire se compose d'autres villages ou hameaux, ainsi que de lieux-dits :
- les Baysses des Vignes
- le Bost
- Bretonnier
- Charbonnier
- le Château
- les Chaves
- les Clauds
- Clauds des Vaysses
- la Combe
- Combe Brune
- la Côte
- le Cros du Renard
- les Drouillettes
- la Faurie
- la Feydelie
- Fond Mourau
- Fosse Pérel
- Grand Bost
- le Grand Pey
- la Grange
- les Granges
- la Jarissie
- la Jaumarie
- Labatut
- Laborie
- Labrousse
- Lafont
- Lambaudie
- le Maine
- la Mazardie
- Mombayol
- le Moulin de Rozier
- la Mouthe
- Nauvialle
- les Perchandes
- le Pic
- les Places
- la Plaine
- Puy ol Faure
- les Quatre Paroisses
- Rabissou
- le Raysse
- la Rélégie
- le Rès
- le Roc
- Roc des Vignes
- les Roches
- Rodas
- les Rouverades
- la Sudrie
- Tarrière
- Tréjala
- Vieille Vigne
- le Vignaud
- Villac.

## Toponymie
Le nom de la commune vient de Cupitius, nom de personnage gallo-roman, suivi du suffixe -acum, correspondant au « domaine de Cupitius ».
En occitan limousin, la commune porte le nom de Cujac.

## Histoire

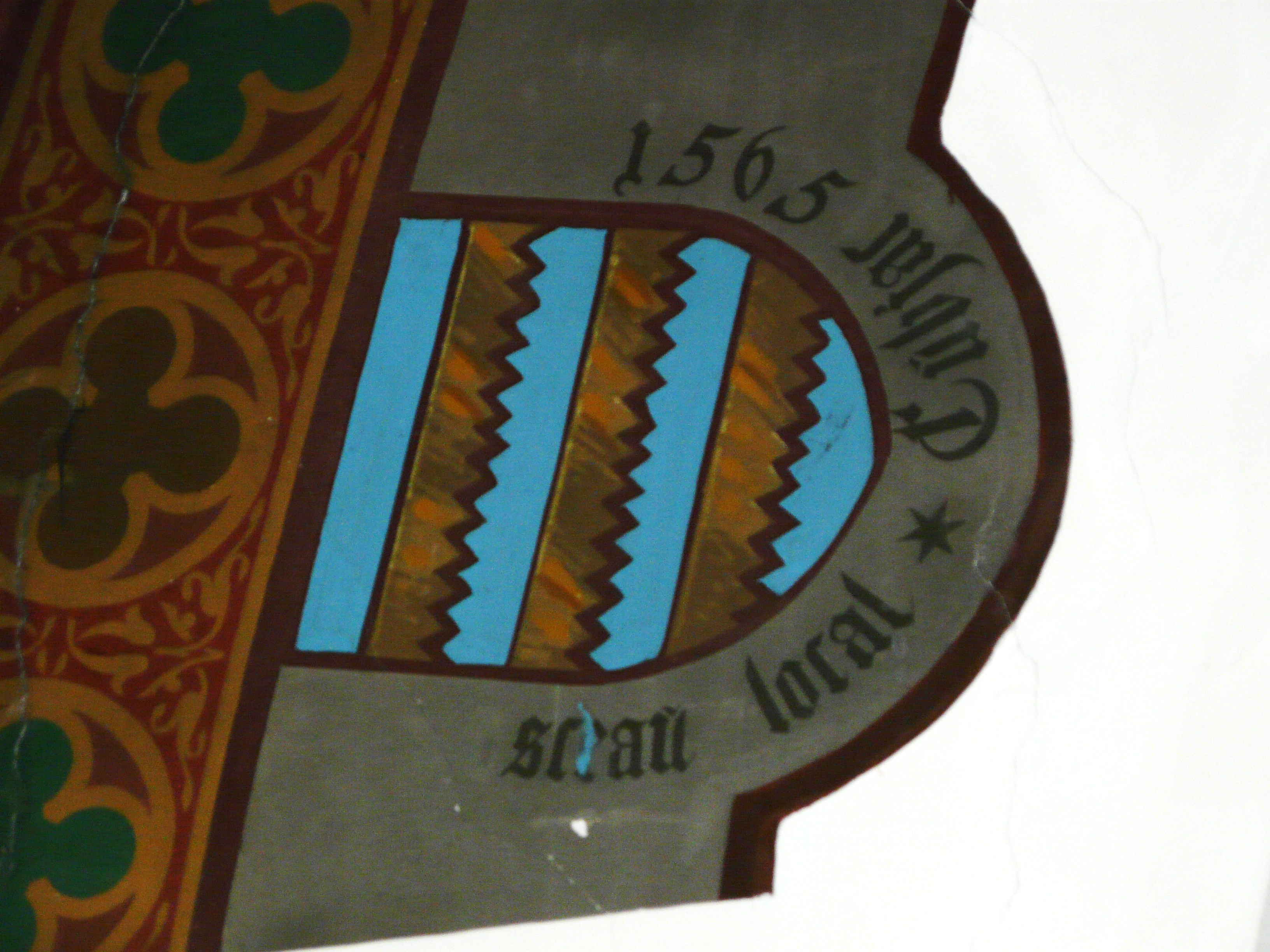
Représentation du sceau local de Cubjac en 1565 (église de Savignac-les-Églises).

Entre le bourg de Cubjac et le lieu-dit la Côte, le site du roc de la Belle a servi d'abri à l'époque préhistorique.
L'église du lieu a été cédée en 1185 par l'abbaye de Moissac à l'abbaye de Chancelade.
La première mention écrite connue de Cubjac date du XIIe siècle, sous la forme « Cupzac », suivie au siècle suivant de Cubzacum en 1365 et « Cubzac » en 1382.
Jusqu'au XVe siècle, Cubjac faisait partie de la châtellenie d'Auberoche. En 1541, la seigneurie de Cubjac est achetée par le premier président du Parlement de Bordeaux.
À la suite d'une crue importante en 1643, le pont de bois en piteux état qui permettait le franchissement de l'Auvézère est détruit. À cette époque, il représente la voie d'accès privilégiée pour joindre d'un côté le Limousin, l'Angoumois et la Saintonge, et de l'autre, le Quercy, l'Auvergne et le Languedoc. Sur ordre du Parlement de Bordeaux, la reconstruction entreprise en 1655 s'avére insuffisamment solide si bien qu'en 1659, des animaux tombent dans l'Auvézère en crue. C'est alors que la reconstruction est confiée à l'architecte Nicolas Rambourg qui, dès 1643, avait indiqué que le nouveau pont devrait être plus long, plus large et plus haut, avec neuf piles. Ce pont dure jusqu'en 1783 quand, à l'occasion d'une nouvelle crue, la moitié en est détruite.
De 1790 à 1801, la commune est chef-lieu d'un canton. En l'an II, la commune de Monbayol (111 habitants à l'époque) fusionne avec celle de Cubjac,.
Le pont est reconstruit au début du XIXe siècle, d'après les plans de Rambourg.
Dans les années 1900, Cubjac possédait une halle aujourd'hui disparue, et une usine de fabrication de bijoux fantaisie, donnant sur le barrage de l'Auvézère. Cet imposant bâtiment est encore visible de nos jours.
Au 1er janvier 2017, Cubjac fusionne avec La Boissière-d'Ans et Saint-Pantaly-d'Ans pour former la commune nouvelle de Cubjac-Auvézère-Val d'Ans dont la création a été entérinée par l'arrêté du 26 septembre 2016, entraînant la transformation des trois anciennes communes en « communes déléguées ».

## Politique et administration

### Rattachements administratifs et électoraux
La commune de Cubjac est devenue, dès 1790, le chef-lieu du canton de Cubjac qui dépendait du district d'Excideuil. Les districts sont supprimés en 1795, et le canton de Cubjac en 1801. La commune est alors rattachée au canton de Savignac-les-Églises dépendant de l'arrondissement de Périgueux.
Dans le cadre de la réforme de 2014 définie par le décret du 21 février 2014, ce canton disparaît aux élections départementales de mars 2015. La commune est alors rattachée au canton d'Isle-Loue-Auvézère.
En 2017, Cubjac, en tant que commune déléguée de Cubjac-Auvézère-Val d'Ans, est rattachée à l'arrondissement de Nontron,.

### Intercommunalité
Fin 2003, Cubjac intègre dès sa création la communauté de communes Causses et Rivières en Périgord. Celle-ci est dissoute le 1er janvier 2017, date à laquelle est créée la commune nouvelle de Cubjac-Auvézère-Val d'Ans, rattachée à la communauté de communes Isle-Loue-Auvézère en Périgord.

### Administration municipale
La population de la commune étant comprise entre 500 et 1 499 habitants au recensement de 2011, quinze conseillers municipaux ont été élus en 2014,. Ceux-ci sont membres d'office du  conseil municipal de la commune nouvelle de Cubjac-Auvézère-Val d'Ans, jusqu'au renouvellement des conseils municipaux français de 2020.

### Liste des maires

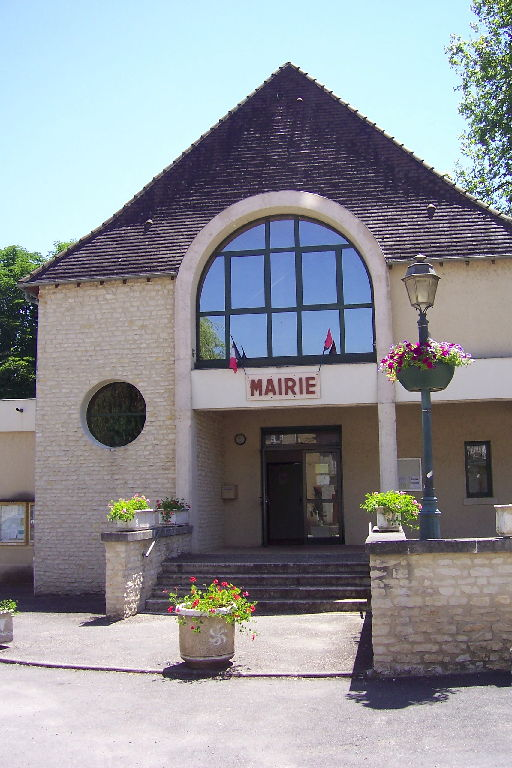
La mairie de Cubjac.

| Période                                  | Période        | Identité                 | Étiquette | Qualité                            |
| ---------------------------------------- | -------------- | ------------------------ | --------- | ---------------------------------- |
| Les données manquantes sont à compléter. |                |                          |           |                                    |
|                                          |                |                          |           |                                    |
| avant 1881                               | juin 1882      | Odon Maigne              |           |                                    |
| 1882                                     | 1886           | Élie Gagnerie            |           |                                    |
| 1886                                     | avril 1887     | Pierre Lafaye            |           |                                    |
| avril 1887                               | mai 1888       | Frank (ou Franc) Lagorce |           | Adjoint faisant fonctions de maire |
| mai 1888                                 | mai 1896       | Frank (ou Franc) Lagorce |           |                                    |
| mai 1896                                 | 1898           | Léo Gargaud              |           |                                    |
| mars 1898                                | janvier 1908   | Ernest Breuil            |           | Conseiller d'ambassade             |
| janvier 1908                             | février 1908   | Pierre Pouyadou          |           | Adjoint faisant fonctions de maire |
| février 1908                             | 1910 ou après  | Pierre Pouyadou          |           |                                    |
|                                          |                |                          |           |                                    |
| 1919                                     | 1943           | Pierre Lambert           |           |                                    |
| 1943                                     | 1944           | Dutheil                  |           |                                    |
| 1944                                     | septembre 1972 | Maurice Lambert          |           | Conseiller général                 |
| octobre 1972                             | mars 1983      | Pierre Moïse Valentin    |           |                                    |
| mars 1983                                | juin 1995      | Marcel Mignot            |           |                                    |
| juin 1995                                | décembre 2000  | Raymond Gintrac          |           |                                    |
| décembre 2000                            | mars 2001      | Pierre Simon             | PCF       | Adjoint faisant fonctions de maire |
| mars 2001                                | décembre 2016  | Pierre Simon             | PCF       | Retraité de La Poste               |

### Instances judiciaires et administratives
Cubjac relève du tribunal d'instance et du tribunal de grande instance de Périgueux, de la cour d'appel de Bordeaux, de la cour d'assises, du tribunal paritaire des baux ruraux et du tribunal des affaires de Sécurité sociale de la Dordogne, du tribunal pour enfants de Périgueux, du conseil de prud'hommes de Périgueux, du tribunal de commerce de Périgueux, du tribunal administratif de Bordeaux et de la cour administrative d'appel de Bordeaux.

## Population et société

### Démographie
Les habitants de Cubjac sont appelés les Cubjacois.
En 2016, dernière année en tant que commune indépendante, Cubjac comptait 722 habitants. À partir du XXIe siècle, les recensements des communes de moins de 10 000 habitants ont lieu tous les cinq ans (2004, 2009, 2014 pour Cubjac). Depuis 2006, les autres dates correspondent à des estimations légales.
Au 1er janvier 2022, la commune déléguée de Cubjac compte 740 habitants.
| 1793 | 1800 | 1806 | 1821  | 1831  | 1836  | 1841  | 1846  | 1851  |
| ---- | ---- | ---- | ----- | ----- | ----- | ----- | ----- | ----- |
| 851  | 910  | 934  | 1 126 | 1 085 | 1 036 | 1 123 | 1 347 | 1 206 |

| 1856  | 1861  | 1866  | 1872  | 1876  | 1881  | 1886  | 1891  | 1896  |
| ----- | ----- | ----- | ----- | ----- | ----- | ----- | ----- | ----- |
| 1 198 | 1 139 | 1 126 | 1 112 | 1 155 | 1 175 | 1 163 | 1 147 | 1 166 |

| 1901  | 1906  | 1911  | 1921 | 1926 | 1931 | 1936 | 1946 | 1954 |
| ----- | ----- | ----- | ---- | ---- | ---- | ---- | ---- | ---- |
| 1 027 | 1 084 | 1 122 | 950  | 841  | 796  | 759  | 644  | 635  |

| 1962 | 1968 | 1975 | 1982 | 1990 | 1999 | 2004 | 2009 | 2014 |
| ---- | ---- | ---- | ---- | ---- | ---- | ---- | ---- | ---- |
| 614  | 572  | 594  | 646  | 636  | 643  | 665  | 711  | 729  |

| 2016 | - | - | - | - | - | - | - | - |
| ---- | - | - | - | - | - | - | - | - |
| 722  | - | - | - | - | - | - | - | - |

### Enseignement
En 2014, la commune de Cubjac est organisée en regroupement pédagogique intercommunal (RPI) avec les communes de Blis-et-Born et Le Change au niveau des classes de primaire.
Le Change accueille les enfants en petite et moyenne sections de maternelle ; Cubjac s'occupe de la grande section, du cours préparatoire et du cours élémentaire (CE1 et CE2) ; Blis-et-Born gère le cours moyen (CM1 et CM2).

## Économie
Les données économiques de Cubjac sont incluses dans celles de la commune nouvelle de Cubjac-Auvézère-Val d'Ans.

### Entreprises
À Bretonnier et Rabissou, de part et d'autre de la route départementale 5, des carrières sont exploitées par la « Société départementale des carrières - SDC ». Parmi les entreprises industrielles ayant leur siège social en Dordogne, celle-ci se classe en 43e position quant au chiffre d'affaires hors taxes en 2015-2016, avec 5 857 k€.

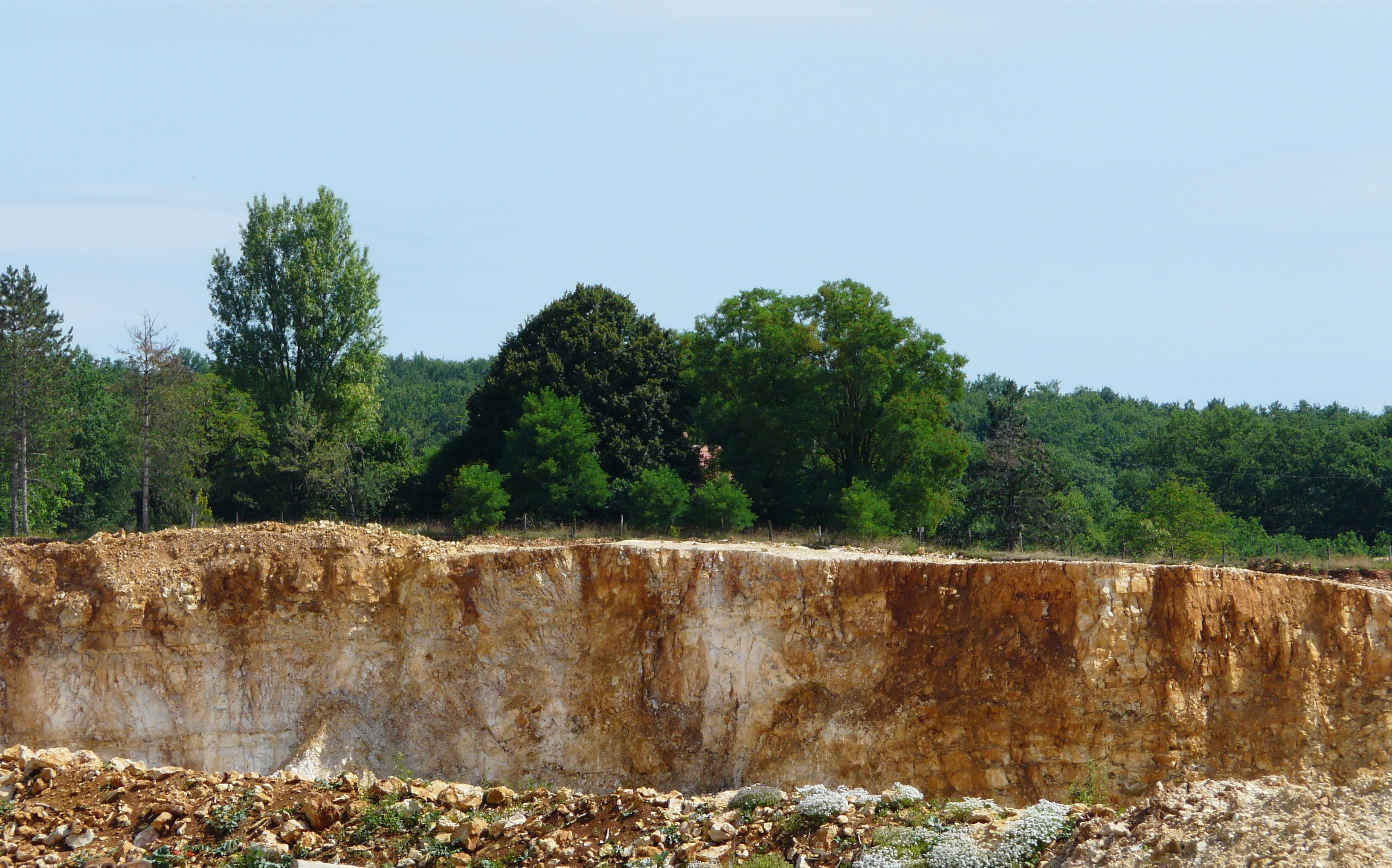
La carrière de Bretonnier.
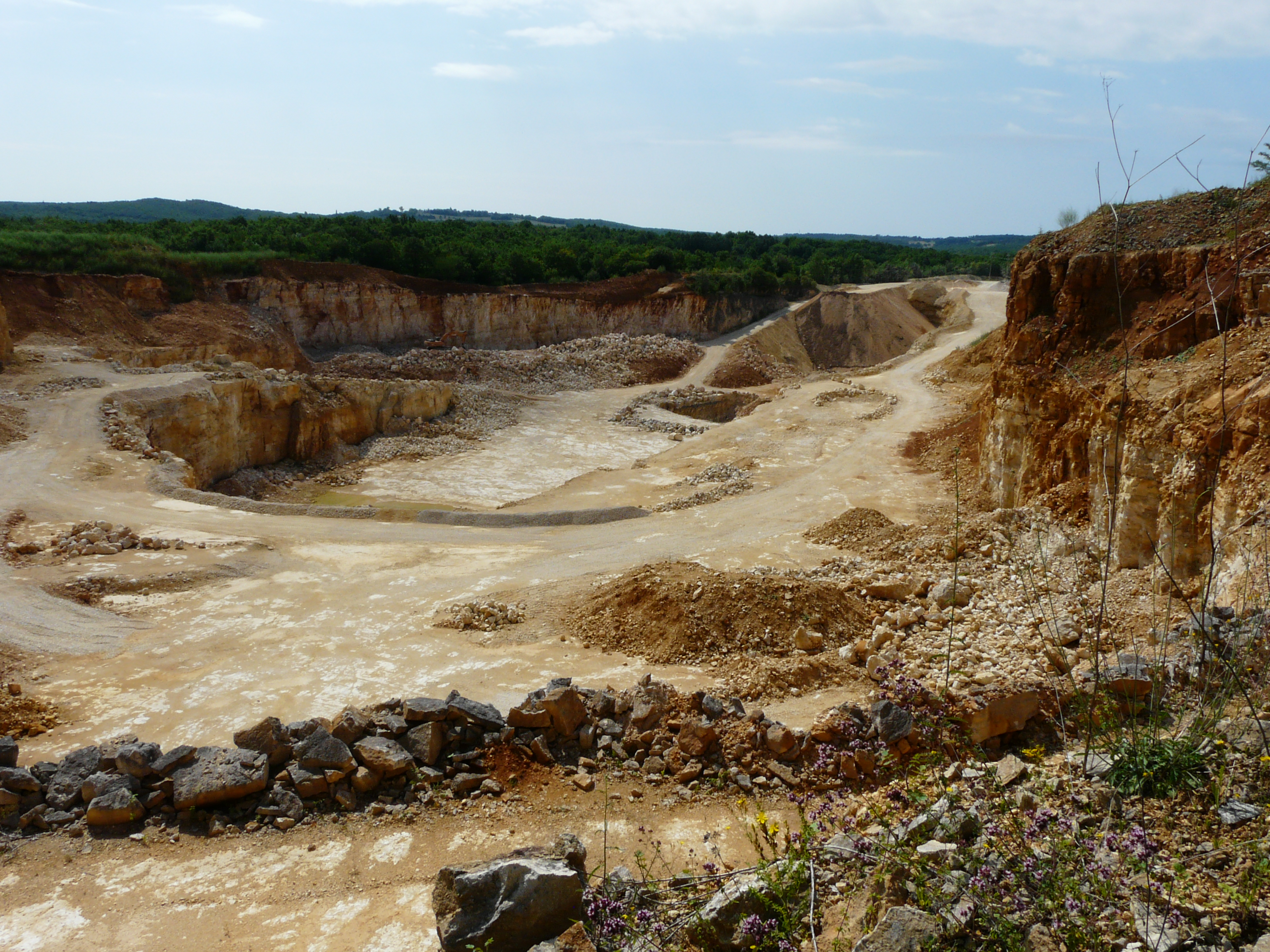
La carrière de Rabissou.

## Culture locale et patrimoine

### Lieux et monuments
- Église Notre-Dame-de-l'Assomption[30], rebâtie au XIXe siècle avec un portail gothique du XIIIe siècle[8].
- Ancienne église de Monbayol, transformée en bâtiment agricole[8].
- Castel de Puy-ol-Faure[31].
- Château de la Borie[32] (ou chartreuse de la Borie), XIXe siècle[33].
- Chartreuse du Maine, XVIIIe siècle[34].
- Château du Rozier, dont il reste les vestiges d'une tour[35].
- Château de la Sudrie, mentionné en 1503[36] (ou château de Cubjac), XVe siècle, ancien fief de la famille Foucauld de Lardimalie, a servi de colonie de vacances[37] à la fin du XXe siècle.
- Manoir de la Faurie, XVe siècle, avec tour en ruines[38].
- Pont rebâti au XIXe siècle d'après les plans de 1643 de l'architecte Nicolas Rambourg[8].

En 1935 un manoir « du XIIe siècle restauré[Lequel ?] au XVIIIe » de la commune fut acquis  par l'avocat parisien Armand Dorville, ancien combattant, qui dès l'été 1940 dut s'y replier avec son importante collection d'art, et y mourut le 20 juillet 1941. En juin 1942, un cultivateur local se porta acquéreur de la propriété, puis les biens meubles de la succession « aryanisés » furent vendus aux enchères publiques, les tableaux et œuvres sur papier en plus de 400 lots formant deux catalogues (bibliothèque Romain Gary à Nice et AD 06) à Nice du 24 au 27 juin 1942, la bibliothèque et la collection d'autographes à Lyon, respectivement les 1er juillet et 5 novembre 1942, enfin mi-décembre 1943 son appartement parisien de la rue Séguier fut vidé par l'occupant allemand. Le 5 mai 1944, cinq de ses parentes âgées de 2 à 63 ans périrent en déportation dans le camp d'Auschwitz.

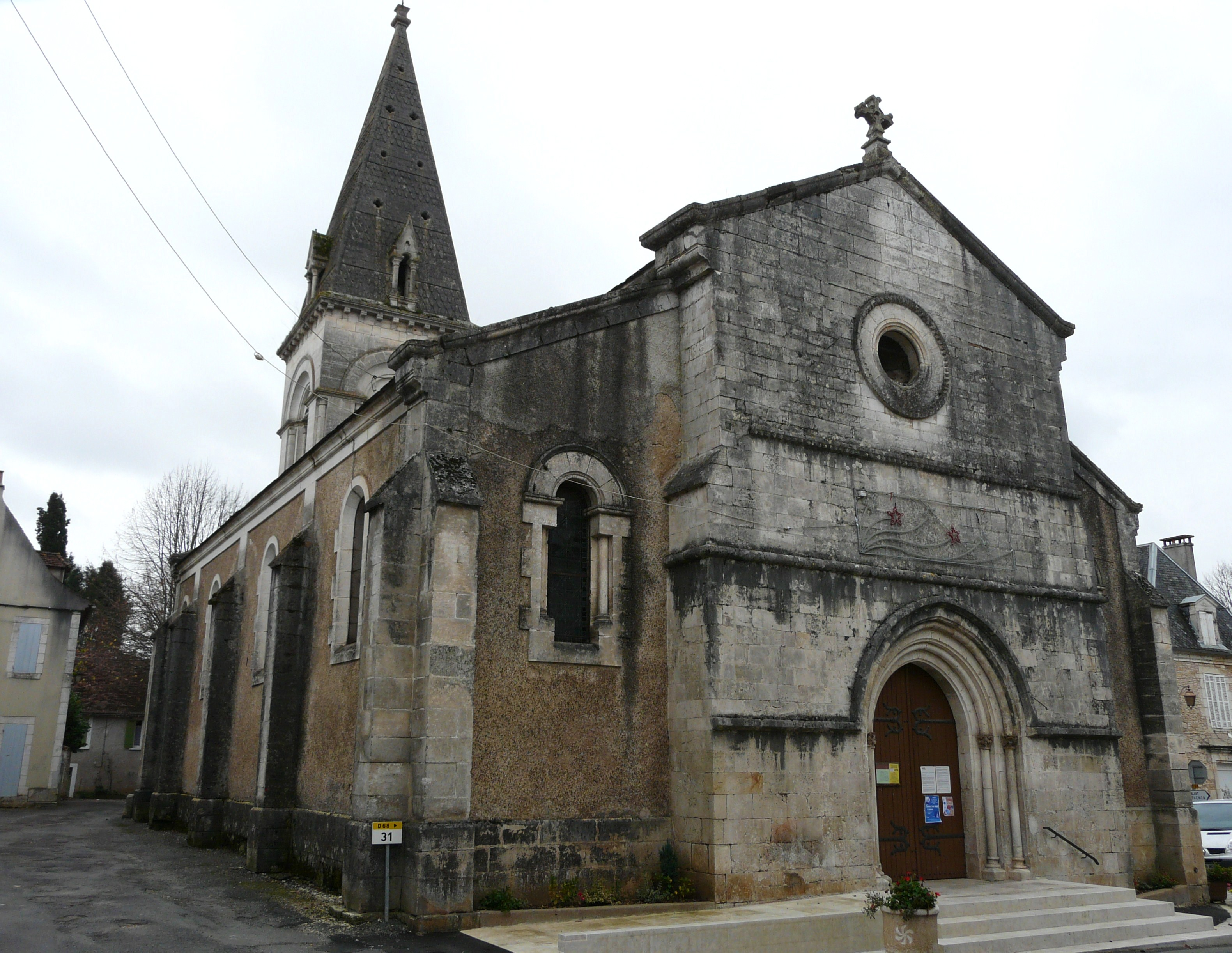
L'église.
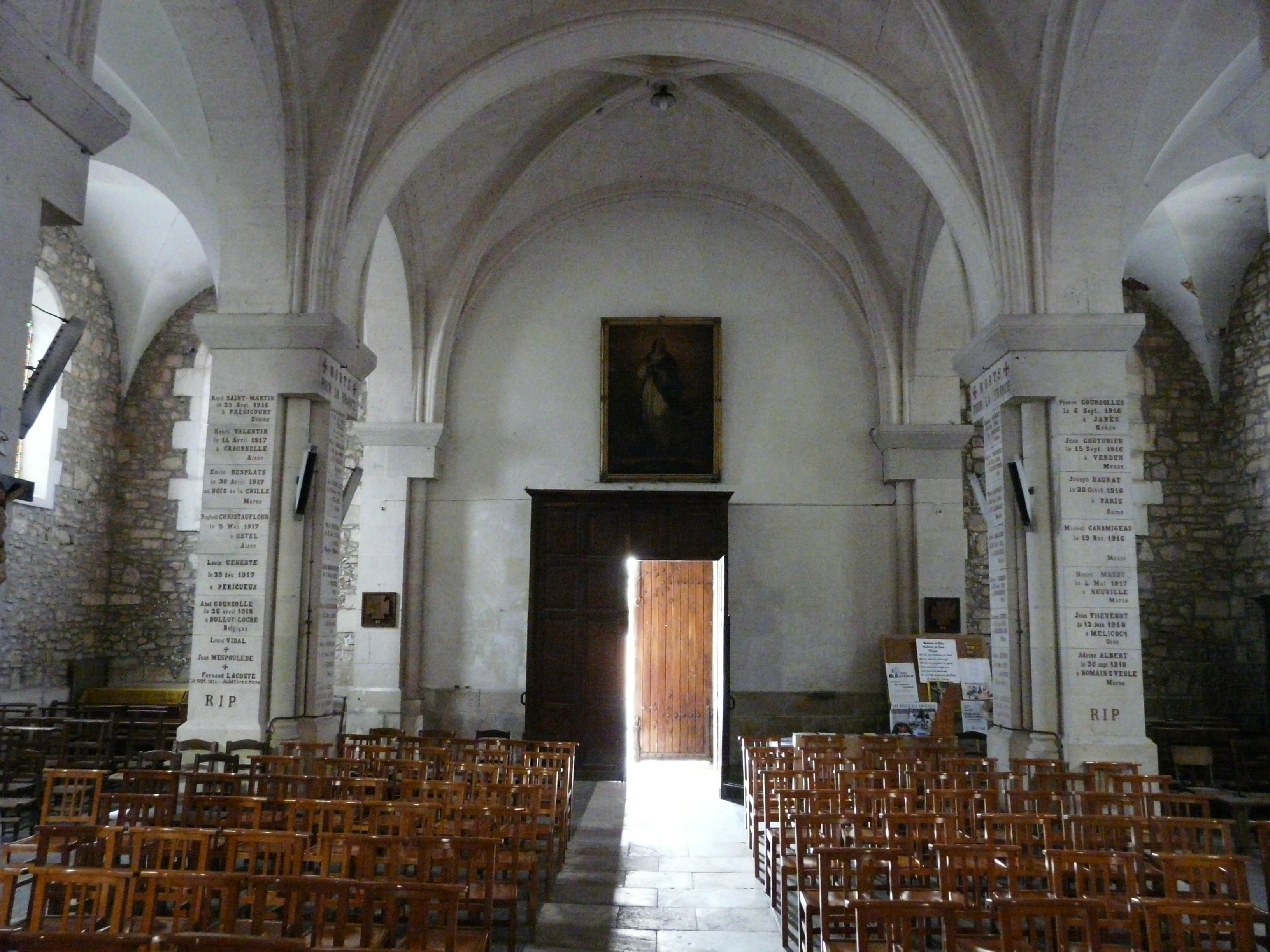
Sa nef.
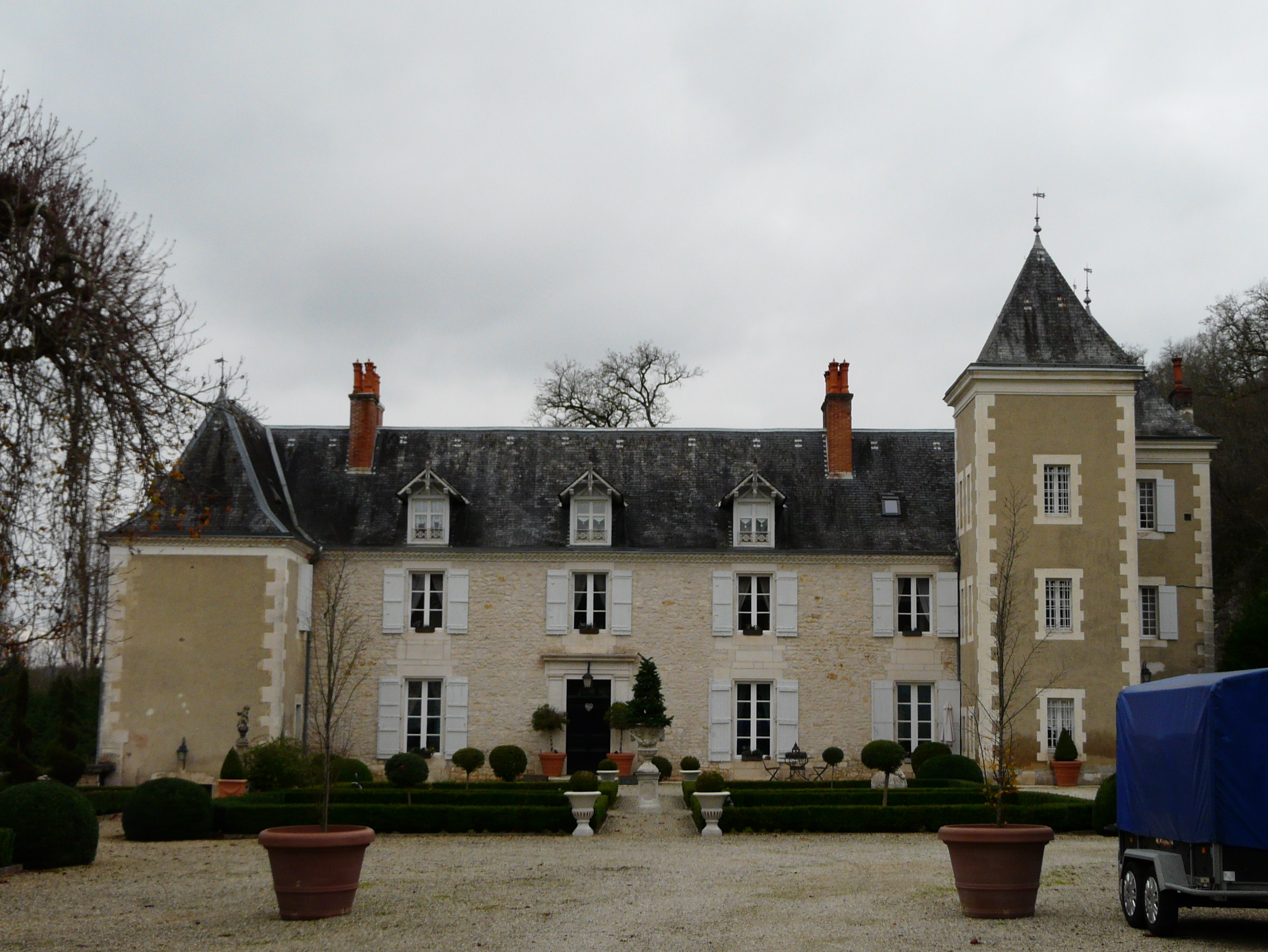
Le castel de Puy-ol-Faure.
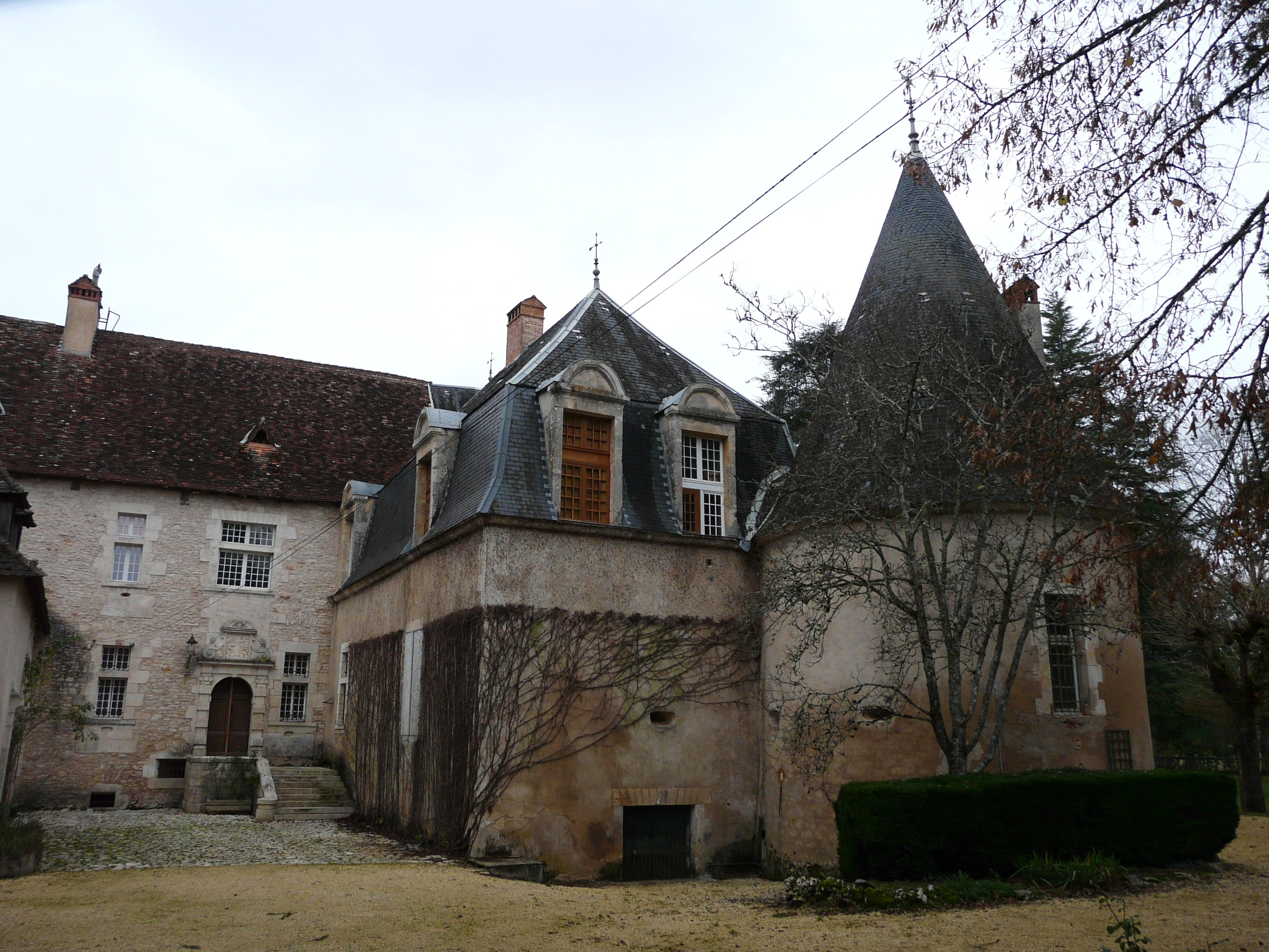
Le château de la Sudrie.
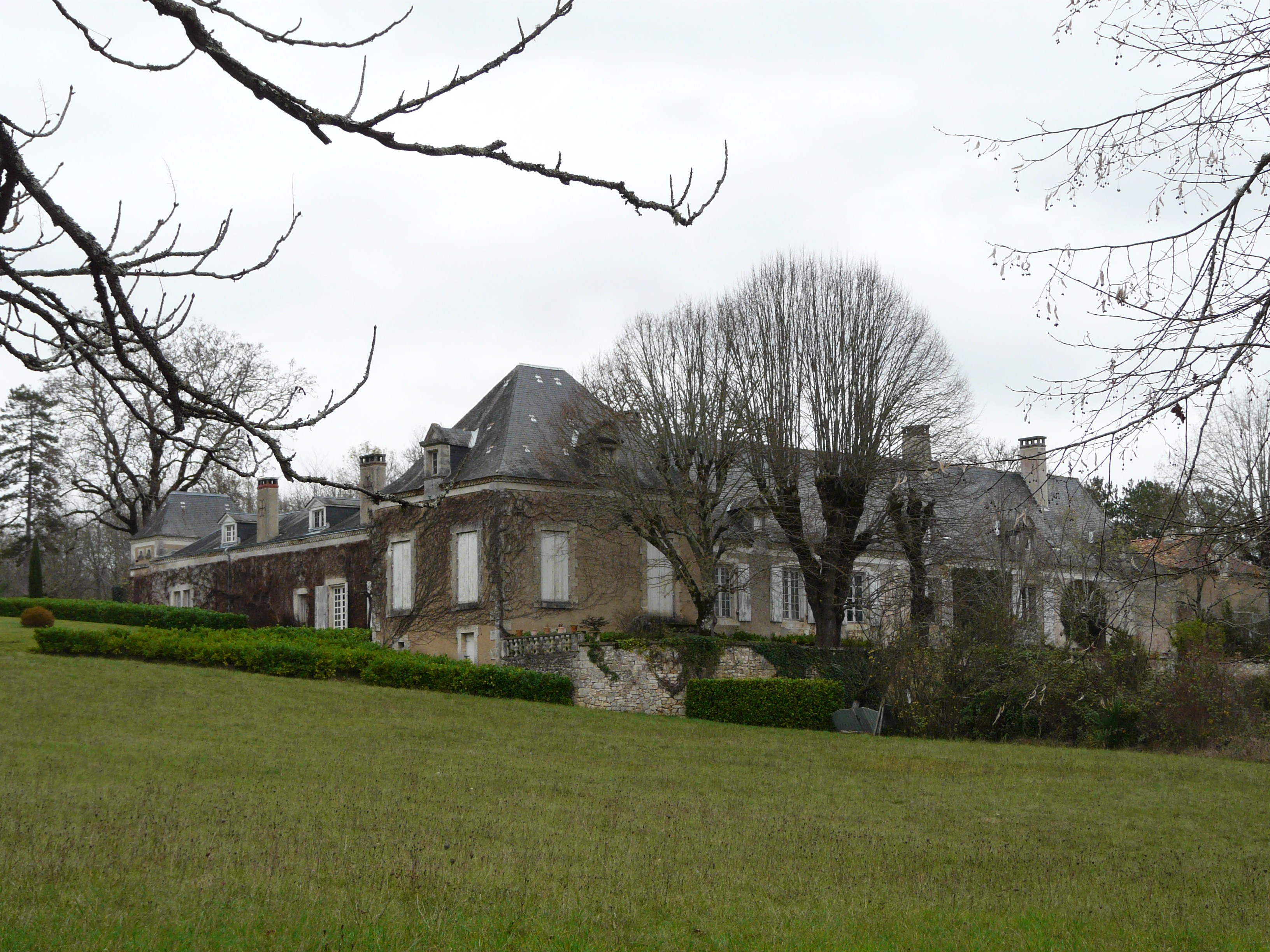
La chartreuse du Maine.
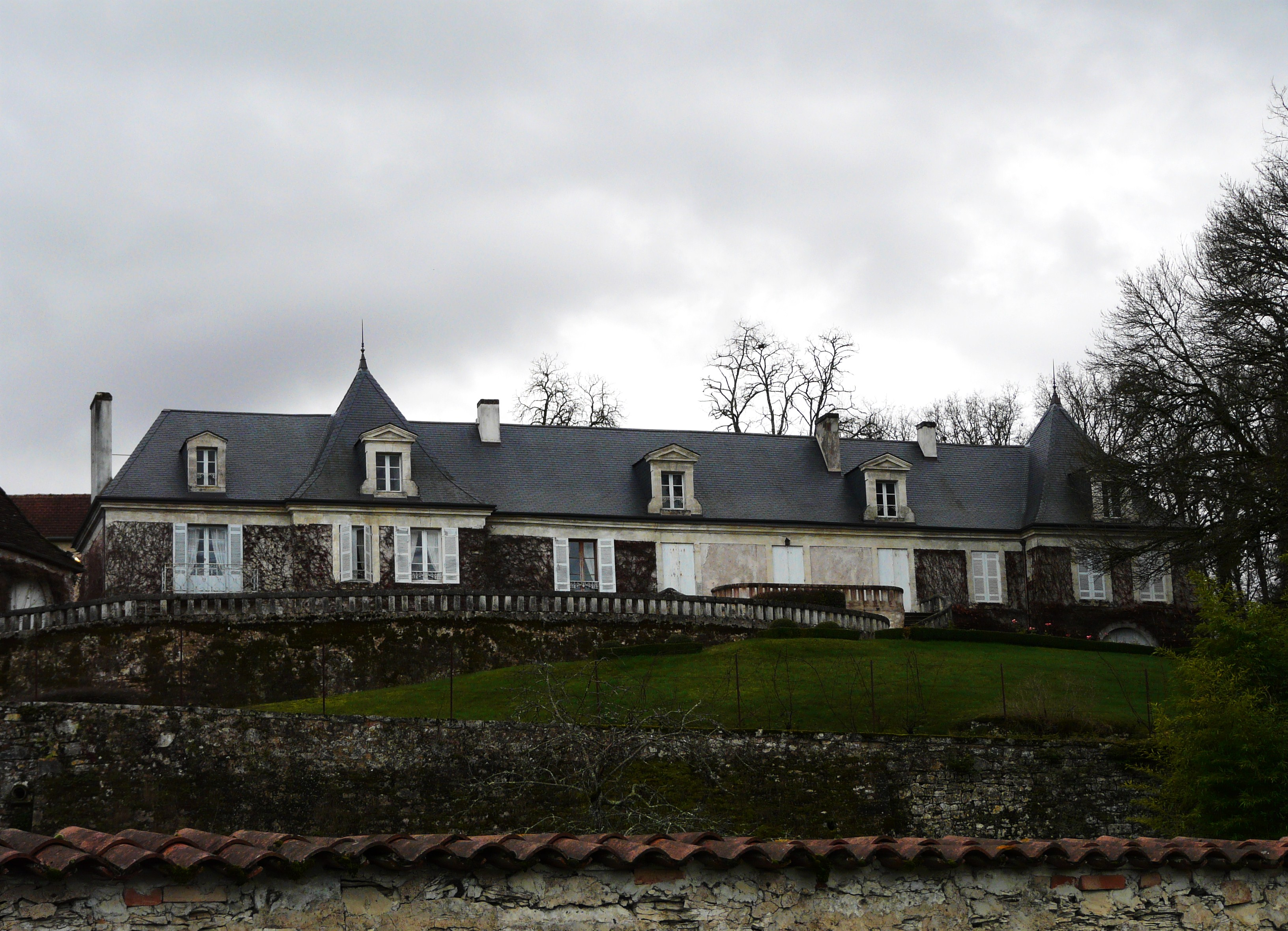
Le manoir de la Borie.
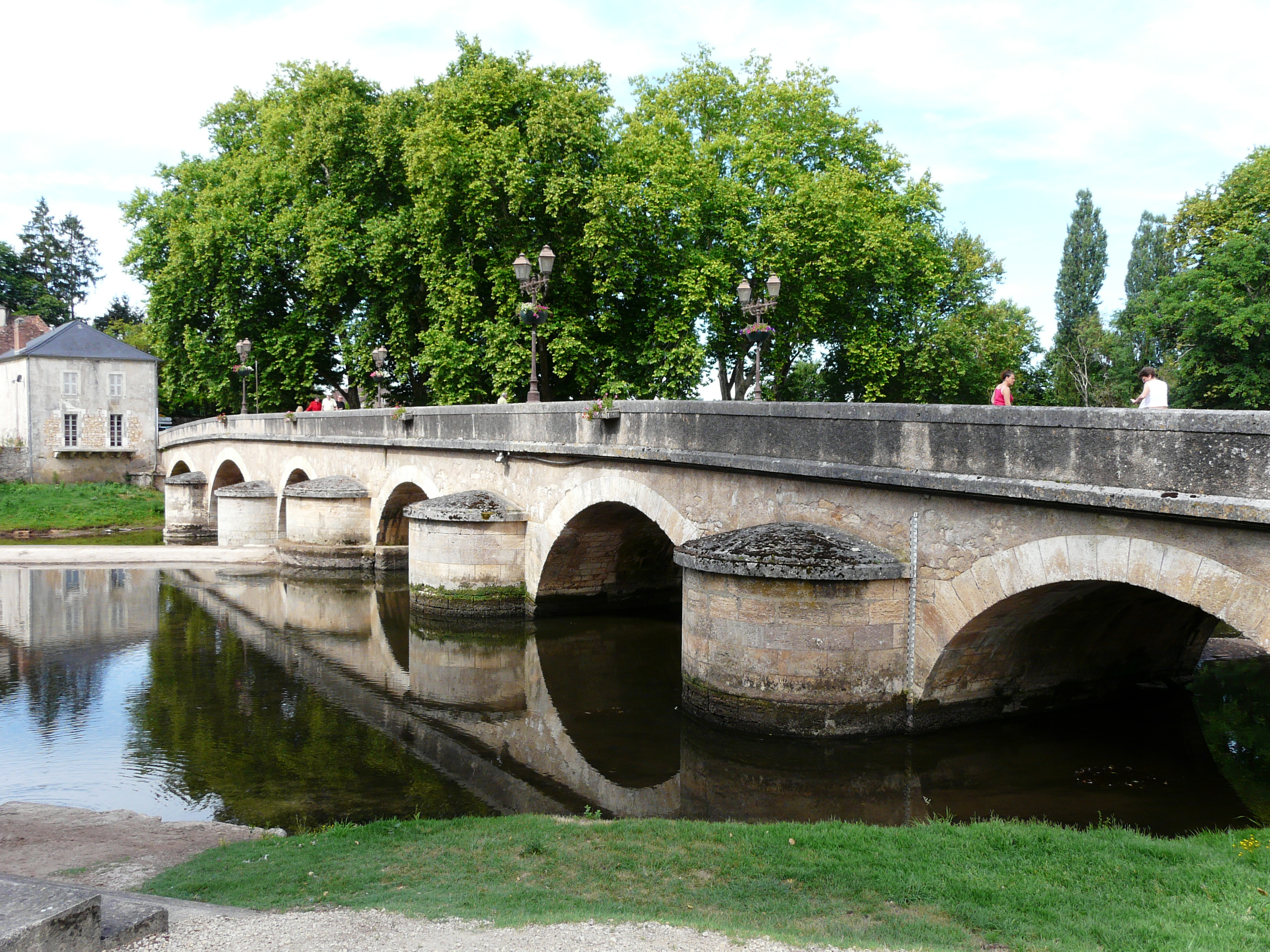
Le pont sur l'Auvézère.
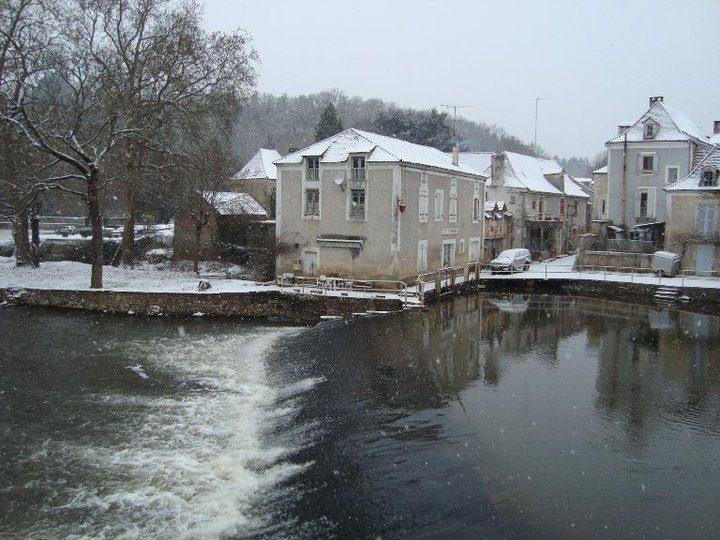
Cubjac sous la neige.
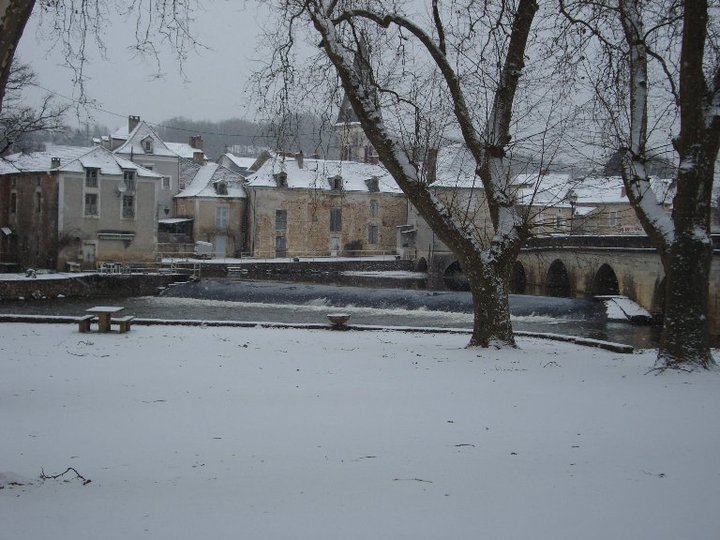
Cubjac sous la neige.

### Patrimoine naturel

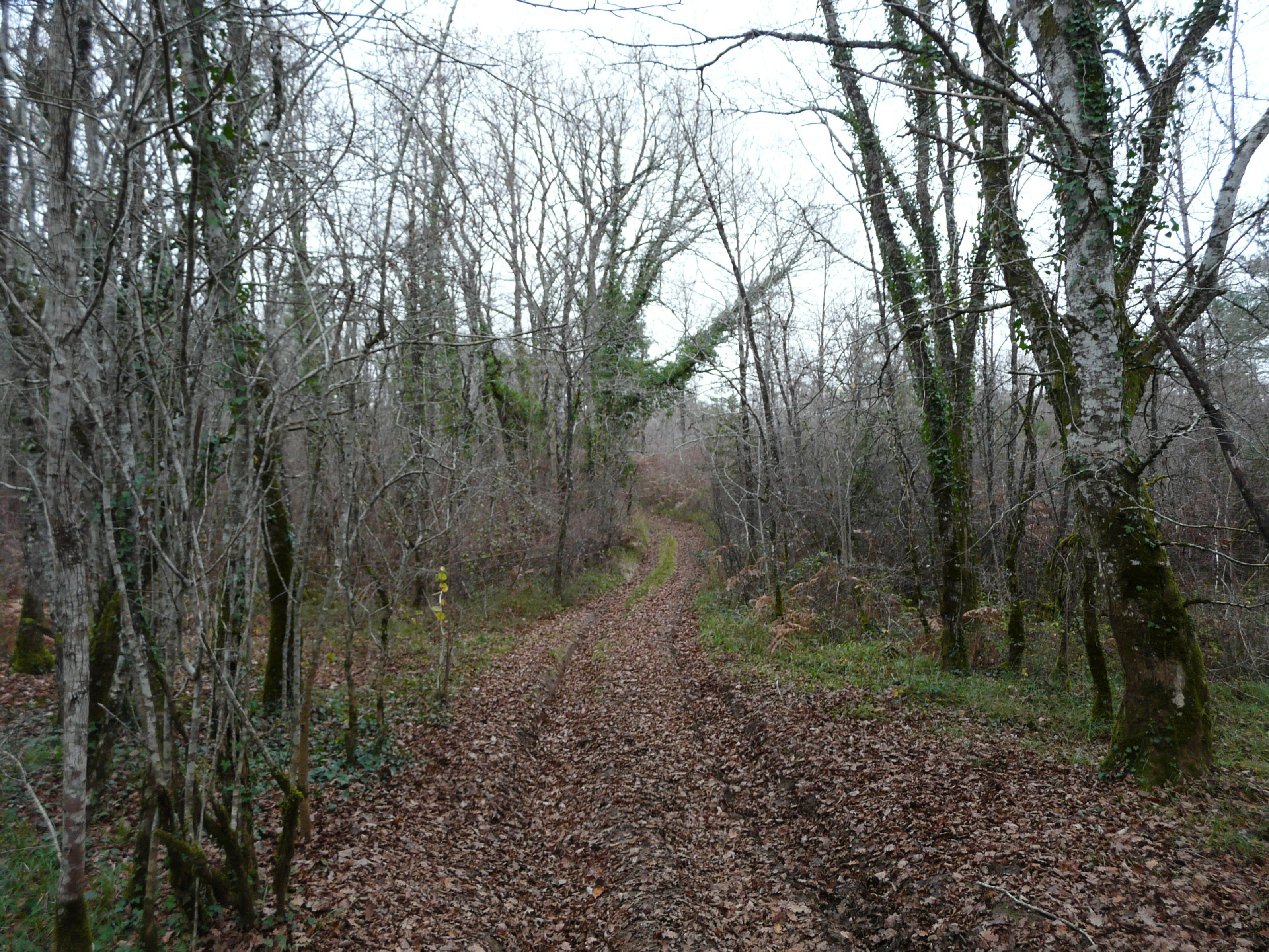
Le causse de Cubjac près de la Fosse Pérel.

Toute la zone située au nord de l'Auvézère hormis sa plaine, soit presque deux tiers du territoire communal, fait partie du causse de Cubjac qui est classé comme zone naturelle d'intérêt écologique, faunistique et floristique (ZNIEFF) de type II, principalement pour sa flore, notamment caractérisée par le chêne pubescent (Quercus pubescens),.

### Personnalités liées à la commune
- Georges Saumande (1851-1930), député de la Dordogne de 1893 à 1928, est né à Cubjac[42].
- Armand Dorville (1875-1941), avocat et collectionneur d'œuvres d'art, y est mort.